# Faktura VAT marża
Faktura VAT marża – dokument sprzedażowy lub zakupowy, w którym podatek od towarów i usług rozliczany jest od marży, a nie całej wartości sprzedaży. Dokument zbliżony wyglądem do standardowej wersji faktury VAT. Przedsiębiorca nie ma prawa do odliczania VAT z faktury zakupu.

## Marża
Marża - różnica pomiędzy kwotą należności (od nabywcy), a ceną nabycia towarów i/lub usług (przez sprzedawcę) i pomniejszoną o kwotę podatku.
Przedsiębiorca może naliczyć i odprowadzić VAT naliczony od marży – różnica między ceną sprzedaży i zakupu. Do Urzędu Skarbowego odprowadzane jest niższa kwota podatku VAT.

## Podmioty zobowiązane
Według przepisów prawa fakturę VAT wystawia podatnik dokonujący dostaw towarów używanych, kolekcjonerskich i antyków, dzieł sztuki (np. właściciele antykwariatów, komisów samochodowych) lub podatnik świadczący usługi turystyczne. Transakcje, które można opodatkowywać wg procedury marża określa ustawa o podatku od towarów i usług.

## Elementy danych faktury
Według ustawy o podatku od towarów i usług faktura VAT marża powinna zawierać następujące elementy:
- odpowiednie oznaczenie faktury - w zależności od wykonywanej działalności podatnik powinien umieścić odpowiednią frazę,
- data wystawienia,
- data dokonania lub zakończenia dostawy towarów lub wykonania usługi, o ile taka data jest określona i różni się od daty wystawienia faktury,
- kolejny numer faktury,
- imiona i nazwiska albo nazwy (skrócone) sprzedawcy i nabywcy oraz ich adresy,
- NIP sprzedawcy i nabywcy,
- nazwa towaru lub usług,
- miara i ilość sprzedanych towarów lub zakres wykonanych usług,
- kwota ogółem.

## Oznaczenia na fakturze
Według ustawy o VAT – art 106e. ust 2 i 3 na fakturze musi pojawić się odpowiednie oznaczenie:
- „procedura marży dla biur podróży” – przy świadczeniu usług turystycznych,
- „procedura marży – towary używane” – przy odsprzedaży towarów używanych,
- „procedura marży – dzieła sztuki” – przy odsprzedaży dzieł sztuki lub
- „procedura marży – przedmioty kolekcjonerskie i antyki” – przy odsprzedaży przedmiotów kolekcjonerskich i antyków.